# Гольцвіккеде
Гольцвіккеде (нім. Holzwickede) — громада в Німеччині, знаходиться в землі Північний Рейн-Вестфалія. Підпорядковується адміністративному округу Арнсберг. Входить до складу району Унна.
Площа — 22,36 км². Населення становить 16 964 ос. (станом на 31 грудня 2020).